# Derribadinha
Derribadinha é um distrito do município brasileiro de Governador Valadares, no interior do estado de Minas Gerais. Segundo o censo demográfico de 2022, realizado pelo Instituto Brasileiro de Geografia e Estatística (IBGE), sua população era de 192 habitantes e havia 79 domicílios particulares permanentes ocupados. Possui área de 96,07 km² conforme a Fundação João Pinheiro (FJP).
De acordo com o IBGE, em 2010 a população era de 173 habitantes e havia 80 domicílios particulares.

## História e descrição
A localidade foi atendida por uma estação ferroviária da Estrada de Ferro Vitória a Minas (EFVM), a Estação Derribadinha, que foi inaugurada em 31 de dezembro de 1909. A chegada da via férrea incentivou o desenvolvimento populacional e econômico e a formação de um povoamento, porém a parada foi desativada posteriormente. O distrito de Derribadinha veio a ser criado pela lei nº 1.039 de 12 de dezembro de 1953.
Da ferrovia Vitória a Minas foi herdada a Ponte "Pedro Nolasco", também conhecida como "Pontilhão de Derribadinha", que foi construída sobre o rio Doce para a passagem da via férrea. A construção original possuía um tabuleiro em formato de arco, porém este trecho veio a ser desativado na década de 1950, por obrigar os trens, com locomotivas cada vez mais pesadas, a reduzir a velocidade na curva.